# Bernède
Bernède település Franciaországban, Gers megyében. Lakosainak száma 186 fő (2022. január 1.). Bernède Aire-sur-l’Adour, Barcelonne-du-Gers, Corneillan, Gée-Rivière és Lannux községekkel határos.

## Népesség
A település népességének változása:
| Lakosok száma | 250  | 209  | 197  | 213  | 211  | 206  | 204  | 205  | 199  | 186  |
|               | 1968 | 1982 | 1990 | 2006 | 2013 | 2015 | 2017 | 2019 | 2020 | 2022 |